# Karol III z Durazzo
Karol III z Durazzo, zw. Małym (ur. pomiędzy 1345 a 1357, zm. 24 lutego 1386 w Wyszehradzie) – król Neapolu od 1382 r., książę Achai od 1383, król Węgier (jako Karol II) od 1385 r. z dynastii Andegawenów.

## Pochodzenie
Data urodzenia Karola nie jest znana; szacuje się, że urodził się pomiędzy 1345 r. a 1357 r.
Był synem Ludwika z Durazzo, hrabiego Gravina, i Małgorzaty Sanseverino, córki hrabiego Corigliano Roberta Sanseverino. Jego pradziadkiem był król Sycylii i Neapolu Karol II Kulawy.

## Okres przed objęciem rządów
W dzieciństwie przebywał na dworze królowej Neapolu Joanny I. Po śmierci ojca (22 lipca 1362) zaopiekował się nim król Węgier Ludwik I Wielki (w Polsce bardziej znany jako Ludwik Węgierski). W 1374 wzrosło jego polityczne znaczenie, gdy obok Ludwika I Wielkiego pozostał jedynym żyjącym męskim przedstawicielem dynastii Andegawenów.

## Rządy w Neapolu
W 1369 ożenił się ze swoją kuzynką, Małgorzatą (jego ojciec, Ludwik z Durazzo i jej ojciec, Karol, byli braćmi). Siostrą matki Małgorzaty, Marii, była królowa Neapolu Joanna I Andegaweńska, która ze względu na brak potomstwa w tym samym roku adoptowała go i uczyniła swoim następcą. Jednakże w 1380 wydziedziczyła Karola, a swoim sukcesorem ustanowiła – także adoptowanego – Ludwika z dynastii Walezjuszów, brata króla Francji Karola V Mądrego. Niezadowolony z tej decyzji Karol, którego poparł papież Urban VI, detronizując Joannę I, wszczął z nią wojnę. W 1381 pokonał ją i uwięził, a także zajął miasto Neapol.
Obalona królowa zmarła 27 lipca 1382 r. w zamku w Muro Lucano Najprawdopodobniej została uduszona na zlecenie Karola, choć niektóre źródła wskazują, że zmarła z przyczyn naturalnych. 
Wówczas Karol koronował się na króla Neapolu. W tym samym czasie pretensje do tronu wysunął uczyniony przez Joannę I następcą Ludwik, który na znak protestu począł tytułować się królem Neapolu. Aż do śmierci Walezjusza (20 września 1384) Karol III z Durazzo musiał odpierać ataki jego wojsk.

## Rządy w Księstwie Achai
7 lipca 1383 zmarł książę Achai Jakub de Baux. Ponieważ Karol III z Durazzo był skoligacony ze zmarłym księciem, a samo księstwo było powiązane z Królestwem Neapolu, przejął w nim władzę.

## Rządy na Węgrzech i Chorwacji
Po śmierci Ludwika Wielkiego we wrześniu 1382 r. rządy na Węgrzech objęła jego córka Maria. Wobec jej niepełnoletności realną władzę w kraju sprawowała wdowa po Ludwiku, Elżbieta Bośniaczka. Szybko jednak regentka utraciła poparcie w kraju. Karol uważał się za ostatniego męskiego potomka dynastii Andegawenów i postanowił zgarnąć tron Węgier i Chorwacji dla siebie. We wrześniu 1385 r. armia Karola wylądowała na chorwackim brzegu Adriatyku. Chorwacki sejm błyskawicznie ogłosił Karola królem.  Zachęcony Karol ruszył na dwór królewski w Budzie. Elżbieta Bośniaczka przyjęła Karola tworząc pozory, że zgadza się na jego żądania.
Maria abdykowała a Karol pod koniec grudnia 1385 r. został koronowany w obecności obu byłych królowych. Najprawdopodobniej Karol dał się zwieść Elżbiecie Bośniaczce i poczuł na tyle bezpiecznie, że tuż po koronacji odesłał swój orszak do Neapolu. W rzeczywistości Elżbieta nie darowała Karolowi odebrania tronu jej ukochanej córce i zaplanowała zemstę.

## Śmierć
W lutym 1386 r. przy pomocy swego faworyta Mikołaja z Gary Elżbieta zorganizowała morderstwo Karola, którego uważała za uzurpatora na tronie należnym jej córce. Dodatkowo Karol nie dotrzymał danego słowa i pozbawił Marię tytułu królewskiego. 
W dniu 7 lutego 1386 r. zaufany rycerz Marii Błażej Forgacs napadł na Karola. 
Karol umarł 24 lutego 1386 r. w Wyszehradzie po kilkunastu dniach od zamachu na swe życie z powodu zakażenia krwi.
Elżbieta odmówiła Karolowi chrześcijańskiego pochówku mając na uwadze klątwę kościelną nałożoną przez papieża w 1385 r. a wszystkich biorących udział w zabójstwie Karola wynagrodziła.
Elżbietę zamordowano rok później a Marię uwięziono na okres kilku miesięcy.

## Genealogia
| 4. Jan Andegaweński1)    |  |                           |  |  |                        |
|                          |  | 2. Ludwik z Durazzo       |  |  |                        |
| 5. Agnieszka de Périgord |  |                           |  |  |                        |
|                          |  |                           |  |  | 1. Karol III z Durazzo |
| 6. Robert Sanseverino    |  |                           |  |  |                        |
|                          |  | 3. Małgorzata Sanseverino |  |  |                        |
| 7. NN                    |  |                           |  |  |                        |
|                          |  |                           |  |  |                        |

1. syn Karola II Andegaweńskiego i Marii, córki Stefana V

### Małżeństwo i potomstwo
Żoną Karola III z Durazzo była jego kuzynka, Małgorzata z Durazzo, którą poślubił w 1369 r. Dyspensę na zawarcie tego małżeństwa papież wydał w styczniu 1370 r. Małgorzata była siostrzenicą królowej Joanny I.  
Z tego małżeństwa urodziło się troje dzieci: 
- Maria, zmarła po urodzeniu[1],
- Władysław[1] (ur. 14 lipca 1376/11 lutego 1377, zm. 6 sierpnia 1414) – król Neapolu,
- Joanna II[1] (ur. 25 czerwca 1373, zm. 2 lutego 1435) – następczyni Władysława na tronie neapolitańskim, żona Wilhelma Habsburga, który przez kilka lat był narzeczonym Jadwigi, najmłodszej córki Elżbiety Bośniaczki